# 中村調理製菓専門学校
中村調理製菓専門学校（なかむらちょうりせいかせんもんがっこう）は、福岡県福岡市中央区平尾にある調理・製菓の専修学校。学校法人中村専修学園が運営している。ホテル、ブライダル分野の専門教育を行っている中村国際ホテル専門学校は併設校であり、同じ敷地内にある。また、2009年に韓国ソウルに製菓と日本料理を教える学校としてナカムラアカデミーを開校している。

## 設置学科
- 調理師科2年コース
- 調理師科1年コース
- 調理師科夜間コース
- 製菓技術科（2年）
- 製菓衛生師科（1年）
- 製パン学科（1年）
- 【別科】製菓短期コース（6か月）
- 【別科】製パン短期コース（6ヶ月）

## 歴史
- 1949年（昭和24年） - 中村ハルが中村割烹女学院開校（福岡市唐人町）
- 1959年（昭和34年） - 調理師養成科を設置　同時に校名を中村割烹学院に校名変更
- 1970年（昭和45年） - 新校舎竣工（福岡市中央区大手門）。同時に校名を中村料理学院と変更
- 1979年（昭和54年） - 専修学校の認可を受け校名を中村調理師専門学校に変更
- 1991年（平成3年）  - 新校舎竣工（福岡市中央区平尾）。調理師特修科（2年制）を新設。同時に法人名を中村専修学園と改める
- 1995年（平成7年） - 製菓技術科（2年）新設。
- 1999年（平成11年） - 創立50周年記念式典を挙行
- 2000年（平成12年） - 1号館増築棟竣工
- 2004年（平成16年） - 校名を中村調理製菓専門学校に変更。製菓衛生師科（1年制）新設
- 2006年（平成18年） - 新校舎（3号館）竣工
- 2008年（平成20年） - 製菓技術科海外短期留学（フランストゥール）開始。北京オリンピックセーリング競技日本代表チーム調理サポート。
- 2009年（平成21年） - 創立60周年。レストラン実習・ケーキショップ実習一般営業開始。ナカムラアカデミー（中村調理製菓専門学校ソウル校）開校
- 2014年（平成26年） - 製パン学科（1年）新設。
- 2019年（平成31年） - 創立70周年。
- 2020年（令和2年） - 別科 製菓短期コース（6ヶ月）新設。
- 2022年（令和4年） - 別科 製パン短期コース（6ヶ月）新設。

## 交通
- 西鉄薬院駅より徒歩8分
- 西鉄平尾駅より徒歩5分

## 学校グループ
- 学校法人中村専修学園
  - 中村調理製菓専門学校
  - 中村国際ホテル専門学校
  - ソウルナカムラアカデミー
- （姉妹法人）学校法人中村学園
  - 中村学園大学
  - 中村学園大学短期大学部
  - 中村学園三陽中学校・高等学校
  - 中村学園女子中学校・高等学校
  - 中村学園大学付属壱岐幼稚園
  - 中村学園大学付属あさひ幼稚園
  - 中村学園大学付属おひさま保育園
  - 中村学園事業部